# David II Mukhrani-batoni
David fou el 14è príncep de Mukhran (Mukhrani-batoni) del 1719 al 1734.
Era el fill d'Irakli Mukhrani-batoni i va succeir al seu cosí Levanti Mukhrani-batoni el 1719.
El 1734 va ser deposat i expulsat del país pel seu germà petit Mamuka Mukhrani-batoni.